# فاسيلي سوكولوفسكي

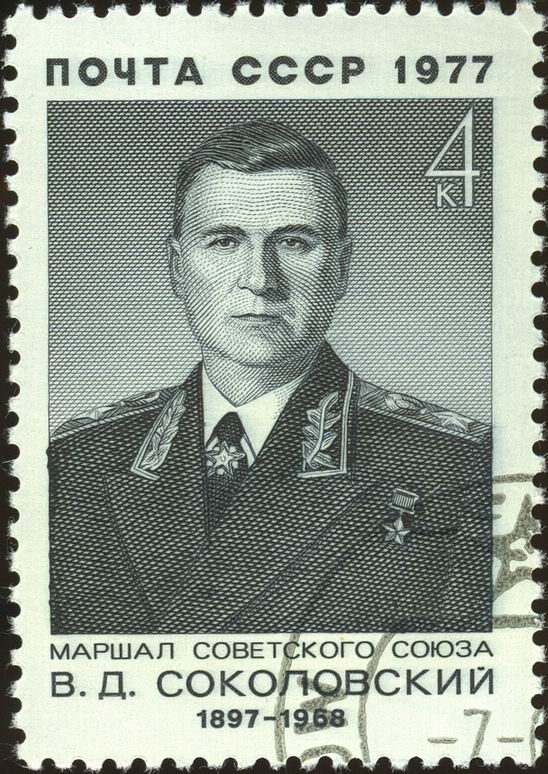
فاسيلي سوكولوفسكي على طابع بريدي.

 فاسيلي دانيلوفيتش سوكولوفسكي  (21 يوليو 1897 - 10 مايو 1968) قائد عسكري سوفيتي.
ولد سوكولوفسكي لعائلة من المزارعين، وإنضم إلى الجيش الأحمر في فبراير 1918. وفي عام 1921، تولى منصب رئيس أركان إحدى الفرق المتمركزة في تركمانستان. وخلال معركة بالقرب من سمرقند جرح سوكولوفسكي، وتم تكريمه لشجاعته. بعد الحرب الأهلية الروسية، شغل عددا من المناصب، حتى أصبح رئيسًا لأركان منطقة موسكو العسكرية ثم نائبًا لرئيس هيئة الأركان السوفيتية العامة، وهو المنصب الذي تولاه عند بداية عملية بارباروسا.
في ديسمبر 1941، عندما كانت القوات الألمانية على بعد نحو 20 كيلومتر من موسكو، تم تعيين سوكولوفسكي رئيسًا لأركان الجبهة الغربية، حيث شارك في التخطيط في هجوم الشتاء السوفيتي العكسي، الذي أزاح الألمان بعيدًا عن موسكو، وبقي في هذا المنصب حتى فبراير 1943، عندما أصبح قائدًا للجبهة الغربية.
قاد سوكولوفسكي تلك الجبهة خلال معارك كورسك حتى أبريل 1944، عندما تم تقسيم الجبهة الغربية إلى جبهتين، وتولى سوكولوفسكي منصب رئيس أركان الجبهة الأوكرانية الأولى، وبقي في هذا المنصب حتى نهاية الحرب، والتي شارك معها في معركة برلين. وبعد الحرب، تولى سوكولوفسكي منصب نائب قائد عام القوات السوفيتية في ألمانيا الشرقية حتى 3 يوليو 1946، حيث أصبح القائد العام للقوات السوفيتية في ألمانيا الشرقية. وفي عام 1949، أصبح فاسيلي سوكولوفسكي نائبًا لوزير الدفاع، وهو المنصب الذي شغله حتى عام 1952، عندما تولى رئاسة هيئة الأركان العامة. وفي عام 1960، تولى سوكولوفسكي منصب المفتش العام لوزارة الدفاع، واحتفظ بهذا المنصب حتى وفاته في 10 مايو 1968.
عرف سوكولوفسكي على نطاق واسع في الغرب بعد نشر كتابة «استرتيجية عسكرية» عام 1962، وهو الكتاب الذي يتضمن تفاصيل نادرة على طريقة التفكير السوفيتية في الحرب، ولا سيما الحرب النووية.